# Las cloacas de Interior
Las cloacas de Interior és un documental espanyol publicat el 2017 sobre les suposades clavegueres de l'Estat Espanyol, concretament del Ministeri d'Interior, utilitzades per a l'Operació Catalunya, unes operacions contra el moviment independentista català i altres objectius. Fou produït per Mediapro, dirigit per Jaume Roures, amb guió de Jaume Grau i realització d'Andrea Ferrando. El director de fotografia fou Nils Dalmases, el compositor de la banda sonora fou Aurélien Izorel i dura una hora i divuit minuts.
El precedent al documental foren els articles publicats al diari Público. El documental tardà en fer-se després de nou mesos.

## Contingut
El documental se centra en l'exposició d'evidències de l'existència d'una policia política a l'Estat Espanyol. L'estructura d'aquesta seria: l'Oficina Siniestra, el comissari Villarejo y la Brigada política. Hi involucrava també a periodistes. El documental compta amb quaranta testimonis. D'entre aquests hi ha José Oreja (un sergent de la Guàrdia Civil), comissaris de policia (com l'excomissari Jaime Barrado) i funcionaris judicials. Destaca l'excap d'assumptes interns de la policia Marcelino Martín Blas, per estar-hi implicat, l'excap d'estat d'Andorra i exadvocat dels amos de la Banca Privada d'Andorra (Jaume Bartumeu) i un alt càrrec anònim del Ministeri de l'Interior.
Las cloacas de Interior s'inicia amb les gravacions de Jorge Fernández Díaz (aleshores ministre d'Interior) i Daniel de Alfonso, revelades pel diari Público el juny del 2016.
Els casos tractats són:
- El cas Nicolay
- El cas Millet
- La brigada de revisió de casos[8]
- Les màfies policials
- El cas Trias[3]
- L'Operació Catalunya[2]
  - Dins aquest cas[9] entra la suposada entrada d'uns policies espanyols que es quedaren els registres de tots els clients de la Banca Privada d'Andorra vulnerant legislació nacional i internacional,[8] denunciada per Jaume Bartumeu.[10]
- El GAL
- L'informe Veritas
- La trama d'espionatge dins del PP de la Comunitat de Madrid
- L'informe PISA sobre el finançament de Podemos.[3]
- El cas Petrov[11]

La persona assenyalada de manera constant darrere les pràctiques de la policia política és el comissari José Manuel Villarejo Pérez. Jaime Barrado l'assenyala explícitament al documental.
La productora explica el contingut del documental amb aquestes paraules:
Les males pràctiques i la corrupció al Ministeri de l'Interior a partir de les gravacions entre el ministre Jorge Fernández Díaz i Daniel de Alfonso que revelà el diari Público el juny de 2016. Amb testimoni en exclusivitat de dos comissaris i un sergent de la guàrdia civil, desvela una xarxa d'interessos i corrupteles que van més enllà de la persecució als enemics polítics, que configura una trama de favoritismes i corrupteles que implica a policies, jutges, fiscals i empresaris: una estructura dins de l'estat que ofereix els seus serveis als més poderosos. El documental repassa també las males pràctiques al Ministeri de l'Interior des de l'inici de la transició.

## Estrena, emissió i publicació
La tercera setmana del mes de juny de 2017 Esquerra Republicana de Catalunya demanà al Congrés dels Diputats que es passara el documental sencer a la comissió del parlament. Ciudadanos, PSOE i Partit Popular van vetar que es realitzara la proposta mentre que Podem i Partit Demòcrata Europeu Català. L'estrena fou al cinema barcelonès Aribau projectaren el documental la nit del 29 de juny de 2017. El veieren 1.600 persones, d'entre les quals destaquen els següents polítics: Carme Forcadell, Artur Mas, Xavier Trias, Anna Simó, Gabriel Rufián, Lluís Llach, Marta Pascal, Alba Vergés i el batlle andorrà Manel Santolària.
El canal basc ETB anuncià que l'emetria el 12 de juliol de 2017. El dia de l'emissió va cancel·lar-la sense avís ni explicació posterior substituint-la per una altra cosa. EH Bildu demanà explicacions. L'emissió fou posposada per al 19 de juliol. El 13 de juliol s'emeté a Pobla de Segur i el 14 del mateix mes a Tremp per impuls d'Òmnium. Òmnium Cultural també va fer que s'emetera el documental a altres centenars de municipis, en el marc de la campanya Crida per la Democràcia.
El 18 de juliol de 2017 dos canals de televisió de l'Estat Espanyol, TV3 (al programa Sense ficció a les 21:55 UTC 0) i IB3 (a les 22:00 UTC 0), emeteren el documental mentre que els grans canals espanyols es negaren. L'endemà ETB l'havia d'emetre. El documental a TV3 aconseguí un 30,1% de quota d'audiència, a IB3 un 3,7% i a ETB 2 un 12%. El documental al web de TV3 no va poder ser vist perquè els proveïdors d'ADSL o fibra òptica situaven per defecte la geolocalització de les connexions a Madrid, quedant fora de la geolocalització restringida per TV3 (Principat, Illes Balears), refutant als qui sospitaven de censura. Aquests tres canals televisius autonòmics són els únics canals televisius que han arribat a emetre el documental. L'únic canal de televisió privat que emeté el documental fou Gol TV, que l'emeté el juliol d'eixe any.
Després de la seua estrena a les sales de cine el 18 de juliol de 2017 fou penjat íntegrament a Youtube per la productora MediaPro l'endemà.

## Conseqüències
El documental suposa el destapament irregularitats i escàndols fets pel govern central d'Espanya. El mes de juny de 2017 el Govern d'Andorra instà a Jaume Bartomeu a denunciar a la fiscalia, si tenia proves, "que la policia espanyola va agafar dades dels clients de BPA". Tant la Batlla d'Andorra com l'executiva de la BPA afirmen que solamen donaren dades dels clients del Banco de Madrid. El periodista Iu Forn comentà al diari El Nacional que el documental pot suposar més raons per a la independència de Catalunya.
Després de l'emissió a TV3 el 19 de juliol de 2017 molts catalans parlaren a les xarxes socials sobre el documental. A Twitter l'etiqueta #CloacasInteriorTV3 fou "trending topic". El polític Miquel Iceta, aleshores líder del Partit dels Socialistes de Catalunya, confessà que no va veure el documental perquè preferí vore la pel·lícula Goldfinger. Quan ho digué fou criticat negativament. També comentà que el documental no digué res que ja se sabia. Polítics de la CUP, Partit Demòcrata, Junts pel Sí, Catalunya Sí que es Pot i ERC van vore el documental i comentaren negativament l'estat de l'Estat Espanyol. El 20 de juliol del mateix any Esquerra Republicana Catalana demanà al Fiscal General de l'Estat Espanyol que iniciara accions legals al respecte, dient-li que utilitzara el material del documental per a tirar endavant les investigacions. El 22 de juliol la Conselleria d'Afers Exteriors de la Generalitat Catalana envià a les Cancelleries del món un correu amb un text i un enllaç al documental.